# NGC 4325
NGC 4325 (ook: NGC 4368) is een elliptisch sterrenstelsel in het sterrenbeeld Maagd. Het hemelobject werd op 15 maart 1784 ontdekt door de Duits-Britse astronoom William Herschel.

## Synoniemen
- MCG 2-32-19
- ZWG 70.37
- VCC 616
- NPM1G +10.0298
- PGC 40183